# Tennis Masters Cup 2005
La edición 36 de la Tennis Masters Cup se llevó a cabo entre el 13 y el 20 de noviembre del 2005 en Shanghái, en China. El torneo repartió 4,45 millones de dólares en premios.

## Individuales

### Clasificados
- Roger Federer
- Rafael Nadal
- Andre Agassi
- Guillermo Coria
- Nikolay Davydenko
- Ivan Ljubičić (1)
- Gastón Gaudio (2)
- David Nalbandian (3)
- Suplente 1: Mariano Puerta
- Suplente 2: Fernando González

(1) Accedió por la baja de Marat Safin, quien renunció a la plaza que le correspondía como ganador del Abierto de Australia 2005 por no recuperarse de una lesión.
(2) Accedió por la baja de Lleyton Hewitt, quien renunció a la plaza que le correspondía ya que esperaba que su mujer Bec Cartwright diera a luz durante el transcurso del torneo.
(3) Accedió por la baja de Andy Roddick, quien renunció a la plaza que le correspondía por una lesión lumbar.

### Bajas en los primeros días del torneo
- Rafael Nadal anunció su retirada horas antes de lo que debía ser su debut en el torneo, ante el argentino Gastón Gaudio. La baja del mallorquín se debió a una lesión crónica en el ligamento peroneo - astragalino anterior del pie izquierdo, que lo obligó a someterse a varias resonanacias magnéticas antes de anunciar su decisión. Su plaza fue ocupada por el primer suplente, Mariano Puerta.
- Andre Agassi anunció su retiro del torneo tras ser derrotado en su presentación ante Nikolay Davydenko. En su caso, la decisión fue precipitada por un fuerte dolor en el tobillo, que tras el partido lo llevó a declarar: "Es arriesgado y peligroso para mi futuro (seguir jugando)". Su lugar fue ocupado por el segundo suplente, el chileno Fernando González.

### Grupo rojo
| Resultados Round Robin-Win | Result-Res | -Winner-Winner-Winner-Win | -Score-Score-Score-Score |
| -------------------------- | ---------- | ------------------------- | ------------------------ |
| Roger Federer (SUI)        | derrota a  | David Nalbandian (ARG)    | 6-3, 2-6, 6-4            |
| Ivan Ljubičić (CRO)        | derrota a  | Guillermo Coria (ARG)     | 6-2, 6-3                 |
| Roger Federer (SUI)        | derrota a  | Ivan Ljubičić (CRO)       | 6-3, 2-6, 7-6 (4)        |
| David Nalbandian (ARG)     | derrota a  | Guillermo Coria (ARG)     | 7-5, 6-4                 |
| Roger Federer (SUI)        | derrota a  | Guillermo Coria (ARG)     | 6-0, 1-6, 6-2            |
| David Nalbandian (ARG)     | derrota a  | Ivan Ljubičić (CRO)       | 6-2, 6-2                 |

| #  | Ranking de acceso | Jugador          | Partidos G - P | Sets G - P |
| -- | ----------------- | ---------------- | -------------- | ---------- |
| 1. | 1                 | Roger Federer    | 3 - 0          | 6 - 3      |
| 2. | 7                 | David Nalbandian | 2 - 1          | 5 - 2      |
| 3. | 5                 | Ivan Ljubičić    | 1 - 2          | 3 - 4      |
| 4. | 3                 | Guillermo Coria  | 0 - 3          | 1 - 6      |

### Grupo dorado
| Resultados Round Robin-Win | Result-Res | -Winner-Winner-Winner-Win | -Score-Score-Score-Score |
| -------------------------- | ---------- | ------------------------- | ------------------------ |
| Gastón Gaudio (ARG)        | derrota a  | Mariano Puerta (ARG)      | 6-3, 7-5                 |
| Nikolay Davydenko (RUS)    | derrota a  | Andre Agassi (USA)        | 6-4, 6-2                 |
| Nikolay Davydenko (RUS)    | derrota a  | Gastón Gaudio (ARG)       | 6-3, 6-4                 |
| Fernando González (CHI)    | derrota a  | Mariano Puerta (ARG)      | 6-3, 4-6, 6-0            |
| Gastón Gaudio (ARG)        | derrota a  | Fernando González (CHI)   | 1-6, 7-5, 7-5            |
| Nikolay Davydenko (RUS)    | derrota a  | Mariano Puerta (ARG)      | 6-3, 6-2                 |

| #  | Ranking de acceso | Jugador               | Partidos G - P | Sets G - P |
| -- | ----------------- | --------------------- | -------------- | ---------- |
| 1. | 4                 | Nikolay Davydenko     | 3 - 0          | 6 - 0      |
| 2. | 6                 | Gastón Gaudio         | 2 - 1          | 4 - 3      |
| 3. | A                 | Fernando González (*) | 1 - 2          | 3 - 5      |
| 4. | 8                 | Mariano Puerta        | 0 - 3          | 1 - 6      |

(*)González reemplazó a Andre Agassi, quien se retiró del torneo por lesión tras caer frente al ruso Davydenko.

### Etapa final
| Resultados Etapa Final-Win | -Winner-Winner-Winner-Win | Result-Res | -Winner-Winner-Winner-Win | -Score-Score-Score-Score          |
| -------------------------- | ------------------------- | ---------- | ------------------------- | --------------------------------- |
| Semifinal                  | David Nalbandian (ARG)    | derrota a  | Nikolay Davydenko (RUS)   | 6-0, 7-5                          |
| Semifinal                  | Roger Federer (SUI)       | derrota a  | Gastón Gaudio (ARG)       | 6-0, 6-0                          |
| Final                      | David Nalbandian (ARG)    | derrota a  | Roger Federer (SUI)       | 6-7(4), 6-7(11), 6-2, 6-1, 7-6(3) |

## Dobles

### Clasificados
- Bob Bryan / Mike Bryan
- Jonas Björkman / Max Mirnyi
- Wayne Black / Kevin Ullyett
- Mark Knowles / Daniel Nestor
- Leander Paes / Nenad Zimonjić
- Michael Llodra / Fabrice Santoro
- Wayne Arthurs / Paul Hanley
- Stephen Huss / Wesley Moodie

### Grupo rojo
| Resultados Round Robin-Win                | Result-Res | -Winner-Winner-Winner-Win                 | -Score-Score-Score-Score |
| ----------------------------------------- | ---------- | ----------------------------------------- | ------------------------ |
| Bob Bryan (EUA) / Mike Bryan (EUA)        | derrotan a | Mark Knowles (BAH) / Daniel Nestor (CAN)  | 6-4 6-4                  |
| Bob Bryan (EUA) / Mike Bryan (EUA)        | derrotan a | Leander Paes (IND) / Nenad Zimonjić (SER) | 7-5 6-7(5) 7-6(7)        |
| Wayne Arthurs (AUS) / Paul Hanley (AUS)   | derrotan a | Bob Bryan (EUA) / Mike Bryan (EUA)        | 7-5 6-7(3) 7-6(4)        |
| Leander Paes (IND) / Nenad Zimonjić (SER) | derrotan a | Mark Knowles (BAH) / Daniel Nestor (CAN)  | 7-5 5-7 6-3              |
| Wayne Arthurs (AUS) / Paul Hanley (AUS)   | derrotan a | Mark Knowles (BAH) / Daniel Nestor (CAN)  | 3-6 4-6                  |
| Leander Paes (IND) / Nenad Zimonjić (SER) | derrotan a | Wayne Arthurs (AUS) / Paul Hanley (AUS)   | 7-6(3) 7-6(6)            |

| #  | Ranking de acceso | Jugador                       | Partidos G - P | Sets G - P |
| -- | ----------------- | ----------------------------- | -------------- | ---------- |
| 1. | 5                 | Leander Paes / Nenad Zimonjić | 2 - 1          | 5 - 3      |
| 2. | 1                 | Bob Bryan / Mike Bryan        | 2 - 1          | 5 - 3      |
| 3. | 7                 | Wayne Arthurs / Paul Hanley   | 2 - 1          | 4 - 3      |
| 4. | 4                 | Mark Knowles / Daniel Nestor  | 0 - 3          | 1 - 4      |

### Grupo dorado
| Resultados Round Robin-Win                   | Result-Res | -Winner-Winner-Winner-Win                    | -Score-Score-Score-Score |
| -------------------------------------------- | ---------- | -------------------------------------------- | ------------------------ |
| Wayne Black (ZBW) / Kevin Ullyett (ZBW)      | derrotan a | Jonas Björkman (SUE) / Max Mirnyi (BLR)      | 7-5 4-6 6-4              |
| Michael Llodra (FRA) / Fabrice Santoro (FRA) | derrotan a | Jonas Björkman (SUE) / Max Mirnyi (BLR)      | 7-6(3) 6-4               |
| Stephen Huss (AUS) / Wesley Moodie (SAF)     | derrotan a | Jonas Björkman (SUE) / Max Mirnyi (BLR)      | 6-2 6-4                  |
| Wayne Black (ZBW) / Kevin Ullyett (ZBW)      | derrotan a | Michael Llodra (FRA) / Fabrice Santoro (FRA) | 3-6 6-3 6-4              |
| Wayne Black (ZBW) / Kevin Ullyett (ZBW)      | derrotan a | Stephen Huss (AUS) / Wesley Moodie (SAF)     | 3-6 7-6(1) 6-2           |
| Michael Llodra (FRA) / Fabrice Santoro (FRA) | derrotan a | Stephen Huss (AUS) / Wesley Moodie (SAF)     | 6-4 4-1 RET              |

| #  | Ranking de acceso | Jugador                          | Partidos G - P | Sets G - P |
| -- | ----------------- | -------------------------------- | -------------- | ---------- |
| 1. | 3                 | Wayne Black / Kevin Ullyett      | 3 - 0          | 6 - 3      |
| 2. | 6                 | Michael Llodra / Fabrice Santoro | 2 - 1          | 4 - 2      |
| 3. | 8                 | Stephen Huss / Wesley Moodie     | 1 - 2          | 3 - 4      |
| 4. | 2                 | Jonas Björkman / Max Mirnyi      | 0 - 3          | 1 - 6      |

### Etapa final
| Resultados Etapa Final-Win | -Winner-Winner-Winner-Win                    | Result-Res | -Winner-Winner-Winner-Win                 | -Score-Score-Score-Score |
| -------------------------- | -------------------------------------------- | ---------- | ----------------------------------------- | ------------------------ |
| Semifinal                  | Michael Llodra (FRA) / Fabrice Santoro (FRA) | derrotan a | Bob Bryan (EUA) / Mike Bryan (EUA)        | 7-6(7) 6-3               |
| Semifinal                  | Leander Paes (IND) / Nenad Zimonjić (SER)    | derrotan a | Wayne Black (ZBW) / Kevin Ullyett (ZBW)   | 6-3 6-4                  |
| Final                      | Michael Llodra (FRA) / Fabrice Santoro (FRA) | derrotan a | Leander Paes (IND) / Nenad Zimonjić (SER) | 6-7(6) 6-3 7-6(4)        |

| Predecesor: 2004 | ATP World Tour Finals 2005 | Sucesor: 2006 |

- Datos: Q938576